# Kindertransport – Die Ankunft

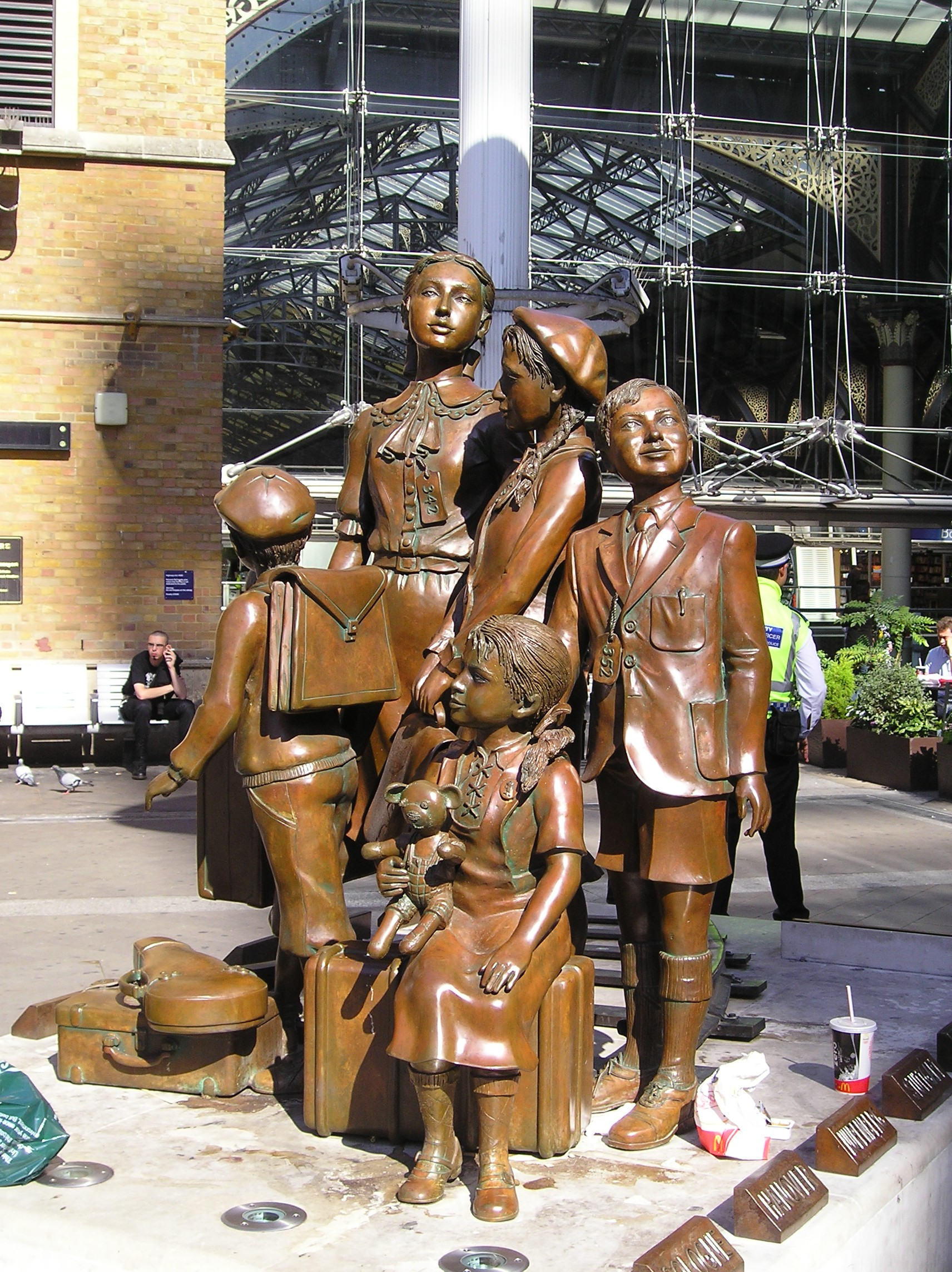
Das Denkmal Kindertransport – Die Ankunft von Frank Meisler vor dem Bahnhof Liverpool Street

Kindertransport – Die Ankunft ist der Titel einer Bronzeskulptur des Bildhauers Frank Meisler.
Die Plastik aus Bronze wurde im Jahr 2006 auf Initiative von Prinz Charles vor dem Bahnhof Liverpool Street in London aufgestellt und erinnert an die Kindertransporte deutscher Kinder, die nach den Nürnberger Gesetzen als jüdisch galten. Sie wurden aus dem Deutschen Reich bzw. aus von diesem bedrohten Ländern nach Großbritannien gebracht und kamen unter anderem an der Liverpool Street Station an.

## Korrespondierende Denkmale
Neben London stehen an weiteren Bahnhöfen der Kindertransporte entsprechende Plastiken von Meisler:
- Berlin: Das Denkmal mit dem Titel Züge ins Leben – Züge in den Tod: 1938–1939 wurde 2008 am Bahnhof Berlin Friedrichstraße in Berlin eingeweiht.

- Danzig: Auf Wunsch des Danziger Bürgermeisters Paweł Adamowicz entwarf Meisler im Jahr 2009 die Skulptur Kindertransport – Die Abreise, die an 124 von dort abreisende Kinder erinnert und vor dem Bahnhof Gdańsk Główny aufgestellt wurde.

- Hoek van Holland, Rotterdam: 2011 wurde das Denkmal Kindertransport – Channel Crossing to Life für die geretteten jüdischen Kinder aufgestellt.

- Hamburg: Vor dem Bahnhof Hamburg Dammtor befindet sich seit Mai 2015 das Denkmal Kindertransport – Der letzte Abschied. Es wurde vollständig aus privaten Mitteln finanziert und vom Bürgermeister Olaf Scholz eingeweiht.

Meislers Skulpturengruppen, die inzwischen zur europäischen Route der Kindertransporte wurden, zeigen Gemeinsamkeiten sowie unterschiedliche gestalterische Details.